# 1-苯基金刚烷
1-苯基金刚烷是一种有机化合物，化学式为C16H20。它可由1-溴金刚烷和苯在三氯化铁或三氯化铟催化下反应制得。

## 反应
1-苯基金刚烷和溴在四氯化碳中反应，可以得到1-(4-溴苯基)金刚烷。它和乙酰氯在三氯化铝催化下于二氯甲烷中反应，可以得到1-(4-乙酰基苯基)金刚烷。